# Kalanchoe welwitschii
Kalanchoe welwitschii är en fetbladsväxtart som beskrevs av James Britten. Kalanchoe welwitschii ingår i släktet Kalanchoe och familjen fetbladsväxter. Inga underarter finns listade i Catalogue of Life.

## Bildgalleri

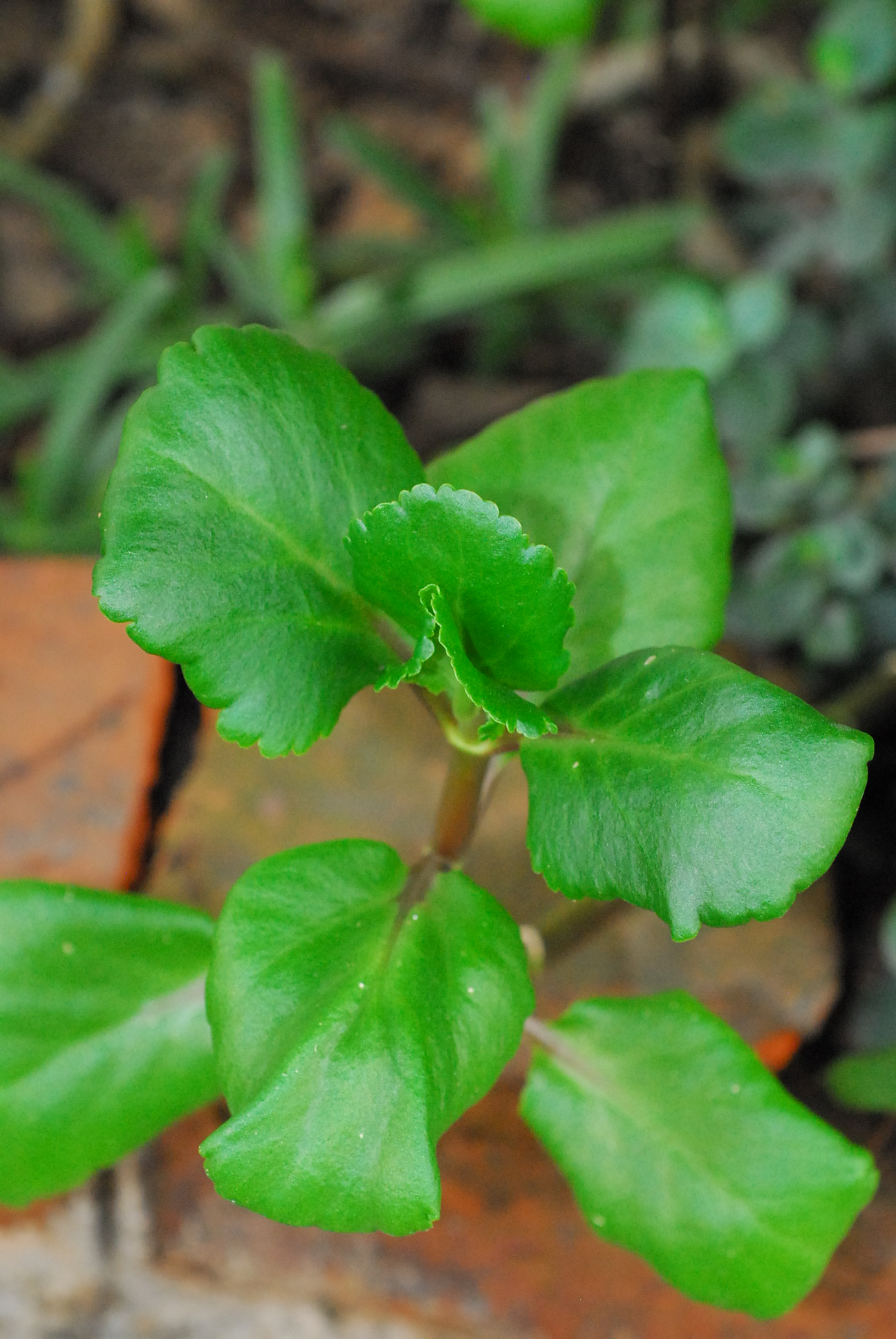